# Esperanto Filmoj

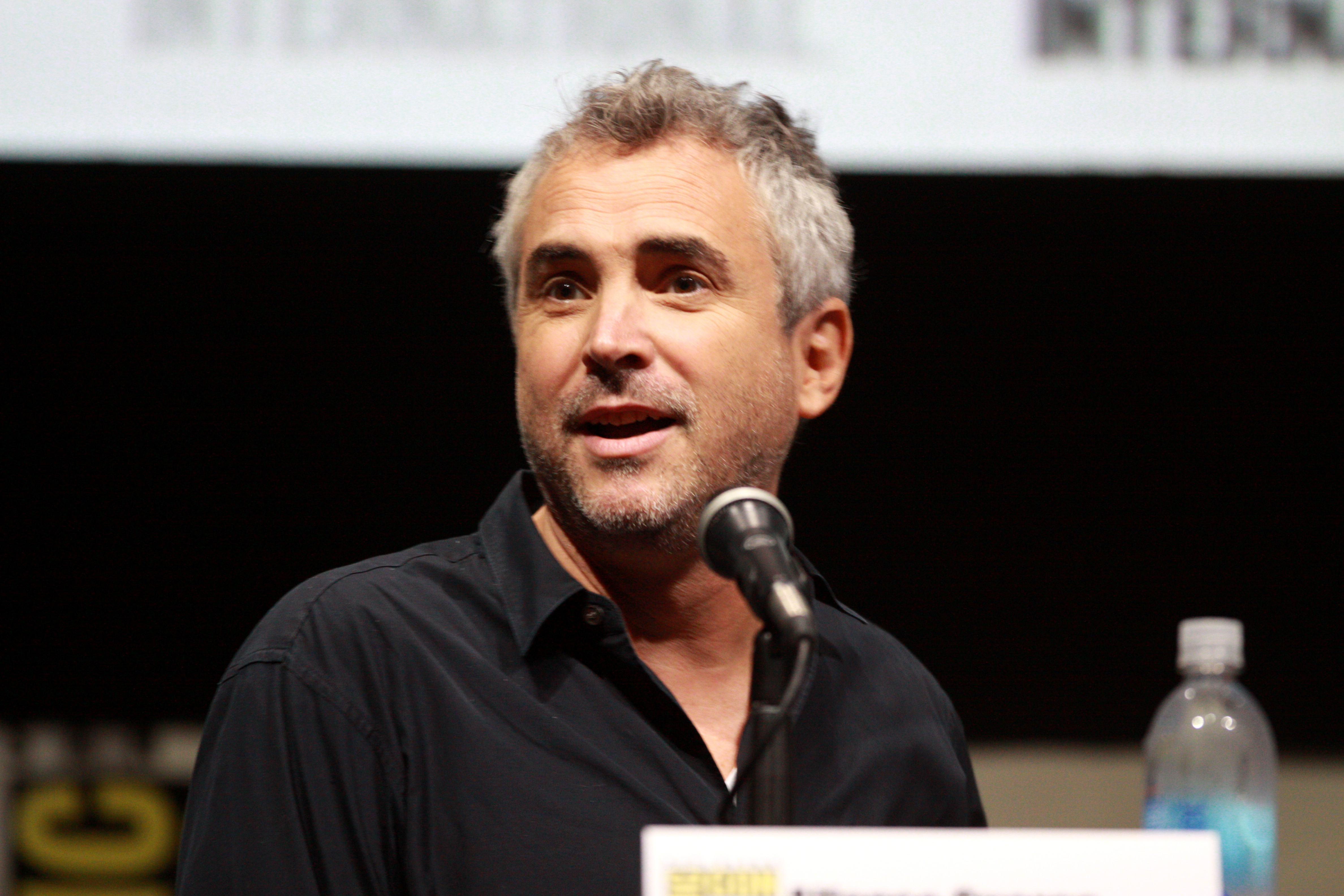
Imatge d'Alfonso Cuarón, un dels propietaris de la productora.

Esperanto Filmoj és una companyia cinematogràfica mexicana-estatunidenca, que produeix i distribuieix pel·lícules de cine i programes de televisió. Va ser fundada l'any 2005 pel director mexicà Alfonso Cuarón, amb seu a Sherman Oaks, un barri de Los Angeles. Esperanto Filmoj col·labora amb l'empresa Producciones Anhelo, propietat de l'empresari mexicà Jorge Vergara i del mateix Alfonso Cuarón. En quant el nom de l'empresa, Cuarón ha expressat públicament el seu suport i fascinació envers la llengua auxiiar planificada creada per Zamenhof. Filmoj és la traducció al esperanto de «pel·lícules». Algunes de les pel·lícules més conegudes de l'estudi són El laberinto del fauno (2006) i Gravity (2013), que va guanyar set Oscars.